# Powiat Tapolca
Powiat Tapolca (węg. Tapolcai járás) – jeden z dziesięciu powiatów komitatu Veszprém na Węgrzech. Siedzibą władz jest miasto Tapolca.

## Miejscowości powiatu Tapolca
- Tapolca – siedziba władz powiatu
- Badacsonytomaj
- Révfülöp
- Ábrahámhegy
- Badacsonytördemic
- Balatonederics
- Balatonhenye
- Balatonrendes
- Gyulakeszi
- Hegyesd
- Hegymagas
- Kapolcs
- Káptalantóti
- Kékkút
- Kisapáti
- Kővágóörs
- Köveskál
- Lesencefalu
- Lesenceistvánd
- Lesencetomaj
- Mindszentkálla
- Monostorapáti
- Nemesgulács
- Nemesvita
- Raposka
- Salföld
- Sáska
- Szentbékkálla
- Szigliget
- Taliándörögd
- Uzsa
- Vigántpetend
- Zalahaláp[2]